# Agnieszka Baranowska
Agnieszka Baranowska (* 19. April 1948 in Warschau) ist eine polnische Literaturkritikerin und Publizistin. Sie ist die Tochter des Schriftstellers Lesław Bartelski.

## Leben
Baranowska besuchte das Gymnasium in Warschau und studierte anschließend Ethnografie an der Universität Warschau, wo sie 1971 den Magister erwarb. Als Literaturkritikerin debütierte sie mit der Rezension des Buches Sny i widma von Stanisław Czernik, die in der Zeitschrift Nowe Książki veröffentlicht wurde. Für Nowe Książki schrieb sie bis 1978. Daneben gehörte sie von 1972 bis 1982 zur Redaktion der Wochenzeitung Kultura und von 1977 bis 1979 der Zeitschrift Kontrasty. Der Gesellschaft der Polnischen Journalisten gehörte sie von 1971 bis 1982 an. Für die die Wochenzeitung Tu i teraz schrieb sie seit 1982. In den neu gegründeten Verband der Polnischen Literaten wurde sie 1985 aufgenommen. Von 1985 bis 1990 arbeitete sie erneut für Kultura und seit 1990 für Kobieta i Życie.
Baranowska lebt in Warschau.

## Werke